# Ácido 1-propanossulfônico
Ácido 1-propanossulfônico é o ácido sulfônico representado por C3H7SO2OH.